# Resolução 113 do Conselho de Segurança das Nações Unidas
Resolução 113 do Conselho de Segurança das Nações Unidas, foi aprovada em 4 de abril de 1956, depois de lembrar das resoluções anteriores, onde foi solicitado ao Chefe da Organização de Supervisão de Trégua das Nações Unidas na Palestina para efetuar determinadas medidas específicas com o objetivo de reduzir as tensões ao longo das linhas do armistício o Conselho observou com grande preocupação que os passos propostos não foram efetuados. O Conselho considerou a situação como uma ameaça à manutenção da paz e a segurança internacional e solicitou um inquérito do Secretário-Geral com os vários aspectos da execução do cumprimento com os quatro acordos de armistício.
O Conselho solicitou, ao então, que o Secretário-Geral, juntamente com o Chefe da Organização providenciar a adoção de medidas que acreditam que iria reduzir as tensões ao longo das linhas de demarcação do armistício incluindo a retirada de forças, a plena liberdade de circulação dos observadores das Nações Unidas e do estabelecimento do local de disposições para a prevenção de incidentes e detecção imediata de qualquer violação dos acordos de armistício. O Conselho do chamou as partes do Acordo de Armistício para cooperar com o Secretário-Geral no cumprimento desta resolução e solicitou um relatório do Secretário-Geral ao Conselho dentro de um mês.
Foi aprovada por unanimidade.